# Saison 2017-2018 des Suns de Phoenix
La saison 2017-2018 des Suns de Phoenix est la 50e saison de la franchise en National Basketball Association (NBA).

## Draft
| Tour | Choix | Joueur       | Poste | Nationalité | Provenance              |
| ---- | ----- | ------------ | ----- | ----------- | ----------------------- |
| 1    | 4     | Josh Jackson | SF    | États-Unis  | Jayhawks du Kansas      |
| 2    | 32    | Davon Reed   | SG    | États-Unis  | Hurricanes de Miami     |
| 2    | 54    | Alec Peters  | PF    | États-Unis  | Crusaders de Valparaiso |

## Matchs

### Summer League
| Summer League Total: 2-4 |

| Match | Date match | Équipe     | Score    | Meilleur marqueur    | Meilleur rebondeur   | Meilleur passeur  | Lieux Spectateurs    | Série |
| ----- | ---------- | ---------- | -------- | -------------------- | -------------------- | ----------------- | -------------------- | ----- |
| 1     | 7 juillet  | Sacramento | V 89-85  | Marquese Chriss (19) | Marquese Chriss (9)  | Mike James (7)    | Thomas & Mack Center | 1 - 0 |
| 2     | 9 juillet  | Dallas     | D 77-98  | Mike James (19)      | Marquese Chriss (10) | Cinq joueurs (2)  | Thomas & Mack Center | 1 - 1 |
| 3     | 10 juillet | Houston    | D 94-99  | Marquese Chriss (26) | Chriss, Wood (7)     | Cinq joueurs (2)  | Thomas & Mack Center | 1 - 2 |
| 4     | 12 juillet | Utah       | V 97-81  | Josh Jackson (21)    | Josh Jackson (15)    | Mike James (7)    | Cox Pavilion         | 2 - 2 |
| 5     | 13 juillet | Memphis    | D 98-102 | Mike James (32)      | Josh Jackson (8)     | Bender, James (5) | Cox Pavilion         | 2 - 3 |
| 6     | 14 juillet | Sacramento | D 87-93  | Mike James (25)      | Raphiael Putney (7)  | Mike James (4)    | Cox Pavilion         | 2 - 4 |

### Pré-saison
| Pré-saison Total: 2-3 (Domicile : 1-2 ; Extérieur : 1-1) |

| Match | Date match | Équipe           | Score     | Meilleur marqueur | Meilleur rebondeur   | Meilleur passeur | Lieux Spectateurs          | Série |
| ----- | ---------- | ---------------- | --------- | ----------------- | -------------------- | ---------------- | -------------------------- | ----- |
| 1     | 3 octobre  | @ Portland       | V 114-112 | T. J. Warren (24) | Alex Len (14)        | Booker, Ulis (4) | Moda Center                | 1 - 0 |
| 2     | 6 octobre  | @ Utah           | D 101-112 | Len, Daniels (18) | Alex Len (9)         | Tyler Ulis (6)   | Vivint Smart Home Arena    | 1 - 1 |
| 3     | 9 octobre  | Utah             | D 102-120 | Devin Booker (19) | Alex Len (7)         | Eric Bledsoe (7) | Talking Stick Resort Arena | 1 - 2 |
| 4     | 11 octobre | Portland         | D 104-113 | Josh Jackson (22) | Marquese Chriss (12) | Eric Bledsoe (6) | Talking Stick Resort Arena | 1 - 3 |
| 5     | 13 octobre | Brisbane Bullets | V 114-93  | Devin Booker (31) | Chandler, Bender (9) | Devin Booker (6) | Talking Stick Resort Arena | 2 - 3 |

### Saison régulière
| Saison régulière Total: 21-61 (Domicile : 10-31 ; Extérieur : 11-30) |

| Match | Date match | Équipe          | Score     | Meilleur marqueur | Meilleur rebondeur  | Meilleur passeur | Lieux                      | Série |
| ----- | ---------- | --------------- | --------- | ----------------- | ------------------- | ---------------- | -------------------------- | ----- |
| 1     | 18 octobre | Portland        | D 76-124  | Eric Bledsoe (15) | Dragan Bender (7)   | Eric Bledsoe (3) | Talking Stick Resort Arena | 0 - 1 |
| 2     | 20 octobre | L.A. Lakers     | D 130-132 | Eric Bledsoe (28) | Devin Booker (11)   | Devin Booker (8) | Talking Stick Resort Arena | 0 - 2 |
| 3     | 21 octobre | @ L.A. Clippers | D 88-130  | Alex Len (15)     | Tyson Chandler (14) | Mike James (6)   | Staples Center             | 0 - 3 |
| 4     | 23 octobre | Sacramento      | V 117-115 | Devin Booker (22) | Tyson Chandler (14) | Mike James (7)   | Talking Stick Resort Arena | 1 - 3 |
| 5     | 25 octobre | Utah            | V 97-88   | T. J. Warren (27) | Alex Len (13)       | Tyler Ulis (5)   | Talking Stick Resort Arena | 2 - 3 |
| 6     | 28 octobre | @ Portland      | D 107-114 | Devin Booker (34) | Alex Len (8)        | Devin Booker (6) | Moda Center                | 2 - 4 |
| 7     | 31 octobre | @ Brooklyn      | V 122-114 | Devin Booker (32) | Alex Len (15)       | Mike James (5)   | Barclays Center            | 3 - 4 |

| Match | Date match   | Équipe           | Score     | Meilleur marqueur   | Meilleur rebondeur   | Meilleur passeur   | Lieux                      | Série  |
| ----- | ------------ | ---------------- | --------- | ------------------- | -------------------- | ------------------ | -------------------------- | ------ |
| 8     | 1er novembre | @ Washington     | V 122-116 | T. J. Warren (40)   | Chriss, Warren (10)  | Mike James (6)     | Capital One Arena          | 4 - 4  |
| 9     | 3 novembre   | @ New York       | D 107-120 | Devin Booker (34)   | Tyson Chandler (10)  | Mike James (8)     | Madison Square Garden      | 4 - 5  |
| 10    | 5 novembre   | @ San Antonio    | D 95-112  | T. J. Warren (17)   | Tyson Chandler (14)  | Tyler Ulis (7)     | AT&T Center                | 4 - 6  |
| 11    | 6 novembre   | Brooklyn         | D 92-98   | T. J. Warren (20)   | Alex Len (14)        | Tyler Ulis (3)     | Talking Stick Resort Arena | 4 - 7  |
| 12    | 8 novembre   | Miami            | D 115-126 | Devin Booker (30)   | Marquese Chriss (9)  | Devin Booker (6)   | Talking Stick Resort Arena | 4 - 8  |
| 13    | 10 novembre  | Orlando          | D 112-128 | Alex Len (21)       | Alex Len (13)        | Devin Booker (5)   | Talking Stick Resort Arena | 4 - 9  |
| 14    | 11 novembre  | Minnesota        | V 118-110 | Booker, Warren (35) | Devin Booker (9)     | Devin Booker (6)   | Talking Stick Resort Arena | 5 - 9  |
| 15    | 13 novembre  | L.A. Lakers      | D 93-100  | Devin Booker (36)   | Tyson Chandler (15)  | Booker, Warren (3) | Talking Stick Resort Arena | 5 - 10 |
| 16    | 16 novembre  | Houston          | D 116-142 | Troy Daniels (23)   | Alex Len (13)        | Devin Booker (10)  | Talking Stick Resort Arena | 5 - 11 |
| 17    | 17 novembre  | @ L.A. Lakers    | V 122-113 | Devin Booker (33)   | Alex Len (18)        | Mike James (8)     | Staples Center             | 6 - 11 |
| 18    | 19 novembre  | Chicago          | V 113-105 | T. J. Warren (27)   | Alex Len (8)         | Devin Booker (6)   | Talking Stick Resort Arena | 7 - 11 |
| 19    | 22 novembre  | Milwaukee        | D 107-113 | Devin Booker (23)   | Greg Monroe (15)     | Tyler Ulis (5)     | Talking Stick Resort Arena | 7 - 12 |
| 20    | 24 novembre  | Nouvelle-Orléans | D 91-115  | T. J. Warren (18)   | Alex Len (12)        | Mike James (4)     | Talking Stick Resort Arena | 7 - 13 |
| 21    | 26 novembre  | @ Minnesota      | D 108-119 | Mike James (26)     | Chandler, Chriss (7) | Mike James (7)     | Target Center              | 7 - 14 |
| 22    | 28 novembre  | @ Chicago        | V 104-99  | Devin Booker (33)   | Alex Len (18)        | Ulis, James (7)    | United Center              | 8 - 14 |
| 23    | 29 novembre  | @ Détroit        | D 107-131 | Devin Booker (22)   | Monroe, Jackson (7)  | Greg Monroe (5)    | Little Caesars Arena       | 8 - 15 |

| Match | Date match  | Équipe          | Score     | Meilleur marqueur    | Meilleur rebondeur   | Meilleur passeur   | Lieux                      | Série   |
| ----- | ----------- | --------------- | --------- | -------------------- | -------------------- | ------------------ | -------------------------- | ------- |
| 24    | 2 décembre  | @ Boston        | D 111-116 | Devin Booker (38)    | Tyson Chandler (18)  | Booker, James (5)  | TD Garden                  | 8 - 16  |
| 25    | 4 décembre  | @ Philadelphie  | V 115-101 | Devin Booker (46)    | Tyson Chandler (12)  | Tyler Ulis (12)    | Wells Fargo Center         | 9 - 16  |
| 26    | 5 décembre  | @ Toronto       | D 113-126 | Devin Booker (19)    | Greg Monroe (10)     | Devin Booker (8)   | Centre Air Canada          | 9 - 17  |
| 27    | 7 décembre  | Washington      | D 99-109  | T. J. Warren (23)    | Warren, Len (8)      | Tyler Ulis (6)     | Talking Stick Resort Arena | 9 - 18  |
| 28    | 9 décembre  | San Antonio     | D 101-104 | Mike James (25)      | Greg Monroe (11)     | Quatre joueurs (2) | Talking Stick Resort Arena | 9 - 19  |
| 29    | 12 décembre | @ Sacramento    | D 92-99   | T. J. Warren (18)    | Tyson Chandler (10)  | Mike James (5)     | Golden 1 Center            | 9 - 20  |
| 30    | 13 décembre | Toronto         | D 109-115 | Troy Daniels (32)    | Greg Monroe (11)     | Tyler Ulis (8)     | Talking Stick Resort Arena | 9 - 21  |
| 31    | 16 décembre | @ Minnesota     | V 108-106 | Bender, Daniels (17) | Alex Len (19)        | Isaiah Canaan (7)  | Target Center              | 10 - 21 |
| 32    | 18 décembre | @ Dallas        | V 97-91   | T. J. Warren (19)    | Alex Len (14)        | Isaiah Canaan (6)  | American Airlines Center   | 11 - 21 |
| 33    | 20 décembre | @ L.A. Clippers | D 95-108  | T. J. Warren (22)    | Alex Len (13)        | James, Warren (4)  | Staples Center             | 11 - 22 |
| 34    | 21 décembre | Memphis         | V 97-95   | T. J. Warren (27)    | Greg Monroe (12)     | Greg Monroe (7)    | Talking Stick Resort Arena | 12 - 22 |
| 35    | 23 décembre | Minnesota       | D 106-115 | T. J. Warren (24)    | Tyson Chandler (15)  | Isaiah Canaan (9)  | Talking Stick Resort Arena | 12 - 23 |
| 36    | 26 décembre | Memphis         | V 99-97   | Devin Booker (32)    | Marquese Chriss (13) | Booker, Ulis (6)   | Talking Stick Resort Arena | 13 - 23 |
| 37    | 29 décembre | @ Sacramento    | V 111-101 | Booker, Warren (26)  | Tyson Chandler (11)  | Isaiah Canaan (6)  | Golden 1 Center            | 14 - 23 |
| 38    | 31 décembre | Philadelphie    | D 110-123 | Devin Booker (32)    | Tyson Chandler (11)  | Booker, Ulis (6)   | Talking Stick Resort Arena | 14 - 24 |

| Match | Date match | Équipe        | Score     | Meilleur marqueur | Meilleur rebondeur   | Meilleur passeur   | Lieux                      | Série   |
| ----- | ---------- | ------------- | --------- | ----------------- | -------------------- | ------------------ | -------------------------- | ------- |
| 39    | 2 janvier  | Atlanta       | V 104-103 | Devin Booker (34) | Marquese Chriss (11) | Devin Booker (7)   | Talking Stick Resort Arena | 15 - 24 |
| 40    | 3 janvier  | @ Denver      | D 111-134 | Devin Booker (17) | Greg Monroe (10)     | Booker, Warren (5) | Pepsi Center               | 15 - 25 |
| 41    | 5 janvier  | @ San Antonio | D 89-103  | Devin Booker (21) | Tyson Chandler (12)  | Tyler Ulis (6)     | AT&T Center                | 15 - 26 |
| 42    | 7 janvier  | Oklahoma City | V 114-100 | Devin Booker (26) | Tyson Chandler (13)  | Jackson, Ulis (5)  | Talking Stick Resort Arena | 16 - 26 |
| 43    | 12 janvier | Houston       | D 95-112  | Devin Booker (27) | Tyson Chandler (11)  | Booker, Ulis (9)   | Talking Stick Resort Arena | 16 - 27 |
| 44    | 14 janvier | Indiana       | D 97-120  | Josh Jackson (21) | Tyson Chandler (14)  | Devin Booker (7)   | Talking Stick Resort Arena | 16 - 28 |
| 45    | 16 janvier | @ Portland    | D 111-118 | Devin Booker (43) | Alex Len (10)        | Devin Booker (8)   | Moda Center                | 16 - 29 |
| 46    | 19 janvier | @ Denver      | V 108-100 | Devin Booker (30) | Tyson Chandler (9)   | Isaiah Canaan (6)  | Pepsi Center               | 17 - 29 |
| 47    | 22 janvier | @ Milwaukee   | D 105-109 | T. J. Warren (23) | Greg Monroe (7)      | Jared Dudley (9)   | BMO Harris Bradley Center  | 17 - 30 |
| 48    | 24 janvier | @ Indiana     | D 101-116 | Josh Jackson (20) | Greg Monroe (17)     | Booker, Canaan (4) | Bankers Life Fieldhouse    | 17 - 31 |
| 49    | 26 janvier | New York      | D 85-107  | T. J. Warren (20) | Greg Monroe (10)     | Canaan, Dudley (4) | Talking Stick Resort Arena | 17 - 32 |
| 50    | 28 janvier | @ Houston     | D 102-113 | Devin Booker (31) | Tyson Chandler (15)  | Devin Booker (10)  | Toyota Center              | 17 - 33 |
| 51    | 29 janvier | @ Memphis     | D 109-120 | T. J. Warren (24) | Jackson, Len (8)     | Tyler Ulis (7)     | FedExForum                 | 17 - 34 |
| 52    | 31 janvier | Dallas        | V 102-88  | Josh Jackson (21) | Marquese Chriss (12) | Booker, Warren (4) | Talking Stick Resort Arena | 18 - 34 |

| Match                  | Date match | Équipe             | Score     | Meilleur marqueur   | Meilleur rebondeur   | Meilleur passeur   | Lieux                      | Série   |
| ---------------------- | ---------- | ------------------ | --------- | ------------------- | -------------------- | ------------------ | -------------------------- | ------- |
| 53                     | 2 février  | Utah               | D 97-129  | Josh Jackson (20)   | Dragan Bender (9)    | Devin Booker (6)   | Talking Stick Resort Arena | 18 - 35 |
| 54                     | 4 février  | Charlotte          | D 110-115 | Josh Jackson (23)   | Tyson Chandler (10)  | Devin Booker (9)   | Talking Stick Resort Arena | 18 - 36 |
| 55                     | 6 février  | @ L.A. Lakers      | D 93-112  | T. J. Warren (24)   | Tyson Chandler (13)  | Tyler Ulis (7)     | Staples Center             | 18 - 37 |
| 56                     | 7 février  | San Antonio        | D 81-129  | Alex Len (14)       | Marquese Chriss (10) | Josh Gray (7)      | Talking Stick Resort Arena | 18 - 38 |
| 57                     | 10 février | Denver             | D 113-123 | T. J. Warren (31)   | Dragan Bender (8)    | Elfrid Payton (9)  | Talking Stick Resort Arena | 18 - 39 |
| 58                     | 12 février | @ Golden State     | D 83-129  | Elfrid Payton (29)  | Tyson Chandler (9)   | Elfrid Payton (5)  | Oracle Arena               | 18 - 40 |
| 59                     | 14 février | @ Utah             | D 97-107  | Devin Booker (28)   | Elfrid Payton (11)   | Elfrid Payton (12) | Vivint Smart Home Arena    | 18 - 41 |
| NBA All-Star Game 2018 |            |                    |           |                     |                      |                    |                            |         |
| 60                     | 23 février | L.A. Clippers      | D 117-128 | Booker, Warren (27) | Alex Len (13)        | Elfrid Payton (6)  | Talking Stick Resort Arena | 18 - 42 |
| 61                     | 24 février | Portland           | D 104-106 | Devin Booker (30)   | Alex Len (13)        | Elfrid Payton (11) | Talking Stick Resort Arena | 18 - 43 |
| 62                     | 26 février | @ Nouvelle-Orléans | D 116-125 | Devin Booker (40)   | Josh Jackson (12)    | Booker, Bender (7) | Smoothie King Center       | 18 - 44 |
| 63                     | 28 février | @ Memphis          | V 110-102 | Devin Booker (34)   | Alex Len (11)        | Trois joueurs (4)  | FedExForum                 | 19 - 44 |

| Match | Date match | Équipe          | Score     | Meilleur marqueur    | Meilleur rebondeur   | Meilleur passeur   | Lieux                      | Série   |
| ----- | ---------- | --------------- | --------- | -------------------- | -------------------- | ------------------ | -------------------------- | ------- |
| 64    | 2 mars     | Oklahoma City   | D 116-124 | Devin Booker (39)    | Elfrid Payton (10)   | Booker, Payton (8) | Talking Stick Resort Arena | 19 - 45 |
| 65    | 4 mars     | @ Atlanta       | D 112-113 | T. J. Warren (35)    | Elfrid Payton (10)   | Elfrid Payton (14) | Philips Arena              | 19 - 46 |
| 66    | 5 mars     | @ Miami         | D 103-125 | Devin Booker (31)    | Josh Jackson (7)     | Dragan Bender (6)  | American Airlines Arena    | 19 - 47 |
| 67    | 8 mars     | @ Oklahoma City | D 87-115  | Devin Booker (30)    | Booker, Daniels (6)  | Elfrid Payton (6)  | Chesapeake Energy Arena    | 19 - 48 |
| 68    | 10 mars    | @ Charlotte     | D 115-122 | Troy Daniels (17)    | Chriss, Reed (6)     | Tyler Ulis (10)    | Spectrum Center            | 19 - 49 |
| 69    | 13 mars    | Cleveland       | D 107-129 | Jackson, Warren (19) | T. J. Warren (10)    | Elfrid Payton (7)  | Talking Stick Resort Arena | 19 - 50 |
| 70    | 15 mars    | @ Utah          | D 88-116  | T. J. Warren (19)    | Jackson, Len (9)     | Harrison, Ulis (3) | Vivint Smart Home Arena    | 19 - 51 |
| 71    | 17 mars    | Golden State    | D 109-124 | Josh Jackson (36)    | Alex Len (9)         | Elfrid Payton (7)  | Talking Stick Resort Arena | 19 - 52 |
| 72    | 20 mars    | Détroit         | D 88-115  | Alex Len (19)        | Alex Len (12)        | Payton, Ulis (5)   | Talking Stick Resort Arena | 19 - 53 |
| 73    | 23 mars    | @ Cleveland     | D 95-120  | Troy Daniels (20)    | Marquese Chriss (10) | Tyler Ulis (9)     | Quicken Loans Arena        | 19 - 54 |
| 74    | 24 mars    | @ Orlando       | D 99-105  | Josh Jackson (18)    | Alex Len (9)         | Elfrid Payton (8)  | Amway Center               | 19 - 55 |
| 75    | 26 mars    | Boston          | D 94-102  | Josh Jackson (23)    | Dragan Bender (10)   | Tyler Ulis (8)     | Talking Stick Resort Arena | 19 - 56 |
| 76    | 28 mars    | L.A. Clippers   | D 99-111  | Tyler Ulis (23)      | Marquese Chriss (13) | Josh Jackson (5)   | Talking Stick Resort Arena | 19 - 57 |
| 77    | 30 mars    | @ Houston       | D 103-104 | Josh Jackson (27)    | Marquese Chriss (11) | Tyler Ulis (12)    | Toyota Center              | 19 - 58 |

| Match | Date match | Équipe           | Score     | Meilleur marqueur    | Meilleur rebondeur | Meilleur passeur        | Lieux                      | Série   |
| ----- | ---------- | ---------------- | --------- | -------------------- | ------------------ | ----------------------- | -------------------------- | ------- |
| 78    | 1er avril  | @ Golden State   | D 107-117 | Chriss, Jackson (22) | Dragan Bender (10) | Tyler Ulis (9)          | Oracle Arena               | 19 - 59 |
| 79    | 3 avril    | Sacramento       | V 97-94   | Josh Jackson (28)    | Alex Len (15)      | Tyler Ulis (9)          | Talking Stick Resort Arena | 20 - 59 |
| 80    | 6 avril    | Nouvelle-Orléans | D 103-122 | Marquese Chriss (23) | Josh Jackson (11)  | Shaquille Harrison (5)  | Talking Stick Resort Arena | 20 - 60 |
| 81    | 8 avril    | Golden State     | D 100-117 | Danuel House (22)    | Dragan Bender (14) | Tyler Ulis (10)         | Talking Stick Resort Arena | 20 - 61 |
| 82    | 10 avril   | @ Dallas         | V 124-97  | Alec Peters (36)     | Dragan Bender (13) | Shaquille Harrison (10) | American Airlines Center   | 21 - 61 |

### Confrontations en saison régulière
| Conférence Est      | Conférence Est                               | Conférence Est                               | Conférence Ouest                             | Conférence Ouest                             | Conférence Ouest                             | Conférence Ouest                             | Conférence Ouest                             |
| Division Atlantique | Division Atlantique                          | Division Atlantique                          | Division Nord-Ouest                          | Division Nord-Ouest                          | Division Nord-Ouest                          | Division Nord-Ouest                          | Division Nord-Ouest                          |
| Équipe              | Domicile                                     | Extérieur                                    | Équipe                                       | Domicile                                     | Domicile                                     | Extérieur                                    | Extérieur                                    |
| ------------------- | -------------------------------------------- | -------------------------------------------- | -------------------------------------------- | -------------------------------------------- | -------------------------------------------- | -------------------------------------------- | -------------------------------------------- |
| Boston              | 94-102                                       | 111-116                                      | Denver                                       | 108-100                                      | 113-123                                      | 111-134                                      |                                              |
| Brooklyn            | 92-98                                        | 122-114                                      | Minnesota                                    | 118-110                                      | 106-115                                      | 108-119                                      | 108-106                                      |
| New York            | 85-107                                       | 107-120                                      | Oklahoma City                                | 114-100                                      | 116-124                                      | 87-115                                       |                                              |
| Philadelphie        | 110-123                                      | 115-101                                      | Portland                                     | 76-124                                       | 104-106                                      | 107-114                                      | 111-118                                      |
| Toronto             | 109-115                                      | 113-126                                      | Utah                                         | 97-88                                        | 97-129                                       | 97-107                                       | 88-116                                       |
|                     | 0–5                                          | 2–3                                          |                                              | 3–6                                          | 3–6                                          | 2–7                                          | 2–7                                          |
| Division            | 2–8                                          | 2–8                                          | Division                                     | 5–13                                         | 5–13                                         | 5–13                                         | 5–13                                         |
| Division Atlantique | Division Atlantique                          | Division Atlantique                          | Division Nord-Ouest                          | Division Nord-Ouest                          | Division Nord-Ouest                          | Division Nord-Ouest                          | Division Nord-Ouest                          |
| Équipe              | Domicile                                     | Extérieur                                    | Équipe                                       | Domicile                                     | Domicile                                     | Extérieur                                    | Extérieur                                    |
| Chicago             | 113-105                                      | 104-99                                       | Golden State                                 | 109-124                                      | 100-117                                      | 83-129                                       | 107-117                                      |
| Cleveland           | 107-129                                      | 95-120                                       | L.A. Clippers                                | 117-128                                      | 99-111                                       | 88-130                                       | 95-108                                       |
| Detroit             | 88-115                                       | 107-131                                      | L.A. Lakers                                  | 130-132                                      | 93-100                                       | 122-113                                      | 93-112                                       |
| Indiana             | 97-120                                       | 101-116                                      |                                              |                                              |                                              |                                              |                                              |
| Milwaukee           | 107-113                                      | 105-109                                      | Sacramento                                   | 117-115                                      | 97-94                                        | 92-99                                        | 111-101                                      |
|                     | 1–4                                          | 1–4                                          |                                              | 2–6                                          | 2–6                                          | 2–6                                          | 2–6                                          |
| Division            | 2–8                                          | 2–8                                          | Division                                     | 4–12                                         | 4–12                                         | 4–12                                         | 4–12                                         |
| Division Atlantique | Division Atlantique                          | Division Atlantique                          | Division Nord-Ouest                          | Division Nord-Ouest                          | Division Nord-Ouest                          | Division Nord-Ouest                          | Division Nord-Ouest                          |
| Équipe              | Domicile                                     | Extérieur                                    | Équipe                                       | Domicile                                     | Domicile                                     | Extérieur                                    | Extérieur                                    |
| Atlanta             | 104-103                                      | 112-113                                      | Dallas                                       | 102-88                                       |                                              | 97-91                                        | 124-97                                       |
| Charlotte           | 110-115                                      | 115-122                                      | Houston                                      | 116-142                                      | 95-112                                       | 102-113                                      | 103-104                                      |
| Miami               | 115-126                                      | 103-125                                      | Memphis                                      | 97-95                                        | 99-97                                        | 109-120                                      | 110-102                                      |
| Orlando             | 112-128                                      | 99-105                                       | New Orleans                                  | 91-115                                       | 103-122                                      | 116-125                                      |                                              |
| Washington          | 99-109                                       | 122-116                                      | San Antonio                                  | 101-104                                      | 81-129                                       | 95-112                                       | 89-103                                       |
|                     | 1–4                                          | 1–4                                          |                                              | 3–6                                          | 3–6                                          | 3–6                                          | 3–6                                          |
| Division            | 2–8                                          | 2–8                                          | Division                                     | 6–12                                         | 6–12                                         | 6–12                                         | 6–12                                         |
| Conférence          | 6–24 (Domicile : 2–13 ; Extérieur : 4–11)    | 6–24 (Domicile : 2–13 ; Extérieur : 4–11)    | Conférence                                   | 15–37 (Domicile : 8–18 ; Extérieur : 7–19)   | 15–37 (Domicile : 8–18 ; Extérieur : 7–19)   | 15–37 (Domicile : 8–18 ; Extérieur : 7–19)   | 15–37 (Domicile : 8–18 ; Extérieur : 7–19)   |
| Total               | 21–61 (Domicile : 10–31 ; Extérieur : 11–30) | 21–61 (Domicile : 10–31 ; Extérieur : 11–30) | 21–61 (Domicile : 10–31 ; Extérieur : 11–30) | 21–61 (Domicile : 10–31 ; Extérieur : 11–30) | 21–61 (Domicile : 10–31 ; Extérieur : 11–30) | 21–61 (Domicile : 10–31 ; Extérieur : 11–30) | 21–61 (Domicile : 10–31 ; Extérieur : 11–30) |

## Classements
| Conférence Ouest | Conférence Ouest                | Conférence Ouest | Conférence Ouest | Conférence Ouest | Conférence Ouest | Conférence Ouest | Conférence Ouest |
| No               | Franchise                       | Vic.             | Def.             | MJ               | MR               | V/D              | GB               |
| ---------------- | ------------------------------- | ---------------- | ---------------- | ---------------- | ---------------- | ---------------- | ---------------- |
| 1                | Rockets de Houston              | 65               | 17               | 82               | 0                | .793             | –                |
| 2                | Warriors de Golden State T      | 58               | 24               | 82               | 0                | .707             | 7                |
| 3                | Trail Blazers de Portland       | 49               | 33               | 82               | 0                | .598             | 16               |
| 4                | Thunder d'Oklahoma City         | 48               | 34               | 82               | 0                | .585             | 17               |
| 5                | Jazz de l'Utah                  | 48               | 34               | 82               | 0                | .585             | 17               |
| 6                | Pelicans de La Nouvelle-Orléans | 48               | 34               | 82               | 0                | .585             | 17               |
| 7                | Spurs de San Antonio            | 47               | 35               | 82               | 0                | .573             | 18               |
| 8                | Timberwolves du Minnesota       | 47               | 35               | 82               | 0                | .573             | 18               |
|                  |                                 |                  |                  |                  |                  |                  |                  |
| 9                | Nuggets de Denver               | 46               | 36               | 82               | 0                | .561             | 19               |
| 10               | Clippers de Los Angeles         | 42               | 40               | 82               | 0                | .512             | 23               |
| 11               | Lakers de Los Angeles           | 35               | 47               | 82               | 0                | .427             | 30               |
| 12               | Kings de Sacramento             | 27               | 55               | 82               | 0                | .329             | 38               |
| 13               | Mavericks de Dallas             | 24               | 58               | 82               | 0                | .293             | 41               |
| 14               | Grizzlies de Memphis            | 22               | 60               | 82               | 0                | .268             | 43               |
| 15               | Suns de Phoenix                 | 21               | 61               | 82               | 0                | .256             | 44               |

| Division Pacifique         | V  | D  | MJ | V/D  | GB | Dom   | Ext   | Div  | Conf  |
| -------------------------- | -- | -- | -- | ---- | -- | ----- | ----- | ---- | ----- |
| Warriors de Golden State T | 58 | 24 | 82 | .707 | –  | 29–12 | 29–12 | 13–3 | 34–18 |
| Clippers de Los Angeles    | 42 | 40 | 82 | .512 | 16 | 22–19 | 20–21 | 12–4 | 24–28 |
| Lakers de Los Angeles      | 35 | 47 | 82 | .427 | 23 | 20–21 | 15–26 | 6–10 | 19–33 |
| Kings de Sacramento        | 27 | 55 | 82 | .329 | 31 | 14–27 | 13–28 | 5–11 | 14–38 |
| Suns de Phoenix            | 21 | 61 | 82 | .256 | 37 | 10–31 | 11–30 | 4–12 | 15–37 |

## Effectif
| Suns de Phoenix Effectif en fin de saison régulière |    |                        |                    |                      |
| Entraîneur : Jay Triano                             |    |                        |                    |                      |
| Ailier, Ailier fort                                 | 35 | Drapeau de la Croatie  | Dragan Bender      | Croatie              |
| Arrière                                             | 1  | Drapeau des États-Unis | Devin Booker       | Kentucky             |
| Pivot                                               | 4  | Drapeau des États-Unis | Tyson Chandler     | Dominguez HS         |
| Ailier fort                                         | 0  | Drapeau des États-Unis | Marquese Chriss    | Washington           |
| Arrière                                             | 30 | Drapeau des États-Unis | Troy Daniels       | VCU                  |
| Ailier                                              | 3  | Drapeau des États-Unis | Jared Dudley       | Boston College       |
| Arrière                                             | 10 | Drapeau des États-Unis | Shaquille Harrison | Hurricane de Tulsa   |
| Arrière, Ailier                                     | 23 | Drapeau des États-Unis | Danuel House (TW)  | Texas                |
| Meneur                                              | 20 | Drapeau des États-Unis | Josh Jackson       | Kansas               |
| Meneur                                              | 11 | Drapeau des États-Unis | Brandon Knight     | Kentucky             |
| Pivot                                               | 21 | Drapeau de l'Ukraine   | Alex Len           | Maryland             |
| Meneur                                              | 2  | Drapeau des États-Unis | Elfrid Payton      | Louisiane            |
| Ailier                                              | 25 | Drapeau des États-Unis | Alec Peters (TW)   | Valparaiso           |
| Arrière                                             | 32 | Drapeau des États-Unis | Davon Reed         | Miami (FL)           |
| Meneur                                              | 8  | Drapeau des États-Unis | Tyler Ulis         | Kentucky             |
| Ailier                                              | 12 | Drapeau des États-Unis | T. J. Warren       | North Carolina State |
| Ailier                                              | 15 | Drapeau des États-Unis | Alan Williams      | Santa Barbara        |
| (C) - Capitaine, (TW) - Two-way contract, - Blessé. |    |                        |                    |                      |

## Transactions

### Échanges
| 22 septembre 2017 | A Suns de PhoenixTroy Daniels Futur second tour de draft                                          | A Grizzlies de MemphisFutur second tour de draft                                |
| 7 novembre 2017   | A Suns de PhoenixGreg Monroe Premier tour de draft 2018 protégé Second tour de draft 2018 protégé | A Bucks de MilwaukeeEric Bledsoe                                                |
| 8 février 2018    | A Suns de PhoenixElfrid Payton                                                                    | A Magic d'OrlandoSecond tour de draft 2018 (de Charlotte via Memphis & Phoenix) |

### Joueurs qui re-signent
| Date       | Joueur        | Contrat                            |
| ---------- | ------------- | ---------------------------------- |
| 26/07/2017 | Alan Williams | Contrat de 17 000 000 $ sur 3 ans. |
| 24/09/2017 | Alex Len      | Contrat de 4 200 000 $ sur 1 an.   |

### Options dans les contrats
| Date       | Joueur          | Option                                                                      |
| ---------- | --------------- | --------------------------------------------------------------------------- |
| 17/10/2017 | Dragan Bender   | Phoenix exerce son option d'équipe de 4 660 000 $ pour la saison 2018-2019. |
| 17/10/2017 | Devin Booker    | Phoenix exerce son option d'équipe de 3 310 000 $ pour la saison 2018-2019. |
| 17/10/2017 | Marquese Chriss | Phoenix exerce son option d'équipe de 3 200 000 $ pour la saison 2018-2019. |

### Arrivés
| Date       | Joueur             | Contrat                           | Provenance                          |
| ---------- | ------------------ | --------------------------------- | ----------------------------------- |
| 04/07/2017 | Josh Jackson       | Contrat de 11 100 000 $ sur 2 ans | Jayhawks du Kansas (NCAA)           |
| 06/07/2017 | Davon Reed         | Contrat de 5 570 000 $ sur 4 ans  | Hurricanes de Miami (NCAA)          |
| 22/10/2017 | Jay Triano         | Entraîneur principal par intérim  | Suns de Phoenix                     |
| 07/12/2017 | Mike James         | Contrat de 581,000 $ sur 1 an     | Suns de Phoenix                     |
| 13/12/2017 | Isaiah Canaan      | Contrat de 1 070 000 $ sur 1 an   | Suns de Northern Arizona (G League) |
| 13/03/2018 | Shaquille Harrison | Contrat de 1 516 000 $ sur 2 ans  | Suns de Phoenix                     |
| 02/05/2018 | Igor Kokoškov      | Entraîneur principal              | Jazz de l'Utah                      |

#### Two-way contract
| Date       | Joueur       | Provenance                             |
| ---------- | ------------ | -------------------------------------- |
| 04/07/2017 | Mike James   | Panathinaïkos                          |
| 16/09/2017 | Alec Peters  | Crusaders de Valparaiso (NCAA)         |
| 08/12/2017 | Danuel House | Vipers de Rio Grande Valley (G League) |

#### Contrat de 10 jours
| Date       | Joueur             | Provenance                          |
| ---------- | ------------------ | ----------------------------------- |
| 02/02/2018 | Josh Gray          | Suns de Northern Arizona (G League) |
| 12/02/2018 | Josh Gray          | Suns de Phoenix                     |
| 21/02/2018 | Shaquille Harrison | Suns de Northern Arizona (G League) |
| 03/03/2018 | Shaquille Harrison | Suns de Phoenix                     |

### Départs
| Date       | Joueur            | Raison départ                            | Nouvelle équipe ¹                   |
| ---------- | ----------------- | ---------------------------------------- | ----------------------------------- |
| 01/07/2017 | Ronnie Price      | Agent libre                              |                                     |
| 03/07/2017 | Leandro Barbosa   | Coupé                                    | Franca São Paulo                    |
| 22/10/2017 | Earl Watson       | Viré de son poste d’entraîneur principal |                                     |
| 07/12/2017 | Derrick Jones Jr. | Coupé                                    | Suns de Northern Arizona (G League) |
| 22/12/2017 | Mike James        | Coupé                                    | Pelicans de La Nouvelle-Orléans     |
| 31/01/2018 | Greg Monroe       | Coupé                                    | Celtics de Boston                   |
| 08/02/2018 | Isaiah Canaan     | Coupé                                    |                                     |

¹ Il s'agit de l’équipe pour laquelle le joueur a signé après son départ, il a pu entre-temps changer d'équipe ou encore de pays.

#### Non retenu après les camps entraînements
| Date       | Joueur          | Nouvelle équipe                     |
| ---------- | --------------- | ----------------------------------- |
| 11/10/2017 | Anthony Bennett | Suns de Northern Arizona (G League) |
| 11/10/2017 | Peter Jok       | Suns de Northern Arizona (G League) |
| 13/10/2017 | Tidjan Keita    | Suns de Northern Arizona (G League) |
| 14/10/2017 | Elijah Millsap  | Wolves de l'Iowa (G League)         |

### Joueurs "agents libres" à la fin de la saison
| Joueur        | Fin de saison         |
| ------------- | --------------------- |
| Alex Len      | Agent libre           |
| Elfrid Payton | Agent libre restreint |

## Récompenses
| Date   | Joueur       | Récompense                  |
| ------ | ------------ | --------------------------- |
| 22 mai | Josh Jackson | NBA All-Rookie Second Team. |